# Wéverton Pereira da Silva
Wéverton Pereira da Silva vagy egyszerűen Wéverton (Rio Branco, 1987. december 13.) olimpiai bajnok brazil labdarúgókapus, a Palmeiras játékosa.

## Válogatott
Wevertont 2016 július 31-én hívták meg először a brazil olimpiai válogatottba, sőt ekkor volt életében először tagja a Selecao bármelyik korosztályos csapatának, és ekkor is csak Fernando Prass sérülése miatt számított a remek klubidényt maga mögött tudó hálóőrre Rogério Micale szövetségi kapitány. Végül a torna mind a hat mérkőzésén Weverton állt a kapuba, a döntőben a büntetőpárbaj során hárította Nils Petersen lövését, Brazília pedig első olimpiai aranyát ünnepelhette.
Az olimpia után a felnőtt csapat szövetségi kapitánya, Tite meghívta a válogatott keretbe.
2020. október 9-én több mint három év után ismét pályára lépett a válogatottban Chile ellen. 2021 júniusában bekerült a 2021-es Copa América keretbe. Kolumbia ellen lépett csak pályára. 2022. november 7-én a 2022-es labdarúgó-világbajnokságra utazó keret tagja lett.

## Sikerei, díjai
Portuguesa
- Campeonato Brasileiro Série B: 2011

Athletico Paranaense
- Campeonato Paranaense: 2016

Palmeiras
- Brazil bajnok: 2018, 2022, 2023
- Campeonato Paulista de Futebol: 2020, 2022, 2023, 2024
- Brazil kupa: 2020
- Copa Libertadores: 2020, 2021
- Recopa Sudamericana: 2022
- Brazil szuperkupa: 2023

Brazília U23
- Olimpiai bajnok: 2016